# Anna Mayer (Juristin)
Anna Margarete Elisabeth Mayer (geboren am 27. Juli 1882 in Berlin; gestorben am 11. Mai 1937 in Berlin) war eine deutsche Wohlfahrts- und Sozialjuristin, die zur Zeit der Weimarer Republik und zu Beginn des Nationalsozialistischen Regimes in Berlin als Dozentin, Politikerin und Frauenrechtlerin aktiv war und maßgeblich zur Entwicklung deutscher Ehe- und Kinderrechte beigetragen hat.

## Leben und Wirken

### Kindheit und Ausbildung
Anna Mayer wurde am 27. Juli 1882 als Tochter von Amalie Mayer und des Geheimen Sanitätsrats Mayer in Berlin geboren. Nach dem Besuch der Mädchenschule, was eine für ihre Zeit typische Schulbildung darstellte, trat sie 1898 einem Lehrerinnenseminar in Berlin-Charlottenburg bei. Sie besuchte außerdem Vorlesungen in Kunstgeschichte, Geschichte, Nationalökonomie und Philosophie und reiste für das Studium nach Italien. Im Jahr 1901 legte sie das Lehrerinnenexamen ab. Danach begann sie im Sommersemester 1905 ein Jurastudium an der Friedrich-Wilhelms-Universität in Berlin, das sie im Frühjahr 1910 aufgrund von „Nervenleiden“ vorübergehend unterbrechen musste. Ihr Studium nahm sie Anfang 1914 wieder auf. Mayer war unter den ersten Frauen, die überhaupt an Universitäten zugelassen wurden. Aus diesem Grund durfte sie kein Staatsexamen ablegen. Sie unternahm stattdessen nach dem Abschluss ihrer Studien am 14. Juni 1917 das Rigorosum.

### Beruflicher Werdegang
Nach der erfolgreichen Verteidigung ihrer Dissertation widmete Mayer sich der Politik und Sozialarbeit. Zudem arbeitete sie an mehreren Berliner Mädchenschulen und anderen Bildungseinrichtungen als Dozentin, unter anderem an der Deutschen Gesundheitsfürsorgeschule in Berlin-Charlottenburg und an einigen Sozialen Frauenschulen Berlins wie zum Beispiel die „Soziale Frauenschule“ der Inneren Mission. Außerhalb ihrer Lehrtätigkeit an diesen Bildungseinrichtungen bekleidete sie mehrere politische Ämter.
So wurde sie im Jahr 1920 für die Demokratische Volkspartei zur Stadtverordneten von Berlin gewählt und begann ihre Tätigkeit als Teil der Deputation für Allgemeine Wohlfahrt und Gesundheitswesen. Dieser thematische Schwerpunkt zog sich auch für lange Zeit durch weitere Teile ihrer Arbeit, da sie sich weiterhin für Kriegsgeschädigte, kranke Kinder und einen Ausbau des Gesundheitswesens einsetzte. Im Zuge dieser Arbeit begann sie in 1922 so auch eine Tätigkeit im Kuratorium der Fürsorgestelle des Polizeipräsidiums Berlin, wo sie Beirat der Hauptfürsorgestelle für Kriegsgeschädigte und -hinterbliebene wurde.
Im Rahmen ihrer Beschäftigung bei der Polizei hielt Mayer am 5. Februar 1928 eine Rede als Referentin für die weibliche Polizei in Preußen bezüglich der Stellungen, die weibliche Polizeibeamte innerhalb ihres Dienstes einnehmen sollten. Sie war der Meinung, dass nicht der Außen-, sondern der Innendienst als Hauptarbeit dieser gesehen werden sollte. Grund dafür sei die Notwendigkeit von psychischem Verständnis, Einfühlungsvermögen und Urteilsfähigkeit bei der Vernehmung von Kindern und Jugendlichen und von Geschick und Takt bei der Vernehmung von Frauen. Außerdem behauptete Mayer, Frauen seien deutlich besser geeignet für die Ermittlung häuslicher und wirtschaftlicher Verhältnisse. Bezüglich des Außendienstes war sie zudem überzeugt, dass Frauen eher zur Gefährdetenpolizei gehörten und nicht mit der Kriminalpolizei arbeiten sollten. Dadurch wäre es ihnen möglich, sich dem Schutz von Kindern vor dem Straßenhandel und dem Betteln sowie der Überwachung von Zeitungs- und Backwarenlieferungen zu widmen, um für den Erhalt der Sicherheit der Kinder zu sorgen. Um dasselbe Ziel auch bezüglich der Jugendlichen zu erreichen, vertraute Mayer auf eine Kontrolle der Gast- und Schankwirtschaften und besonders bei weiblichen Angestellten auf die Überwachung ihrer Beschäftigungsorte, etwa der Lichtspieltheater. Bedingung für die Anstellung als Polizeibeamte sollte die staatliche Anerkennung als Wohlfahrtspfleger in der Gefährdetenfürsorge sein. Anna Mayer hielt die Polizei somit für ein Hilfsorgan zur Durchführung der strafrechtlichen Bestimmungen auf Grund des Gesetzes und sah die von Preußen getroffene Entscheidung, die Polizei nicht zu uniformieren, als Beweis dafür.
Ab 1923 war sie des Weiteren im Preußischen Ministerium für Volkswohlfahrt tätig. Im Rahmen dieser Tätigkeiten engagierte sie sich politisch und ehrenamtlich sehr für die Rechtsstellung von verheirateten Frauen und alleinerziehenden Müttern. Außerdem setzte sich bei den Themen Erbrecht und Gütertrennung für Frauen ein. Darüber hinaus waren ihr die Gleichberechtigung von Kindern aus Erst- und Zweitehen und die der zweiten Ehefrauen von wiederheirateten Witwern wichtig.
Am 1. April 1926 wurde sie zur Regierungsrätin ernannt und bekleidete als federführende Koreferentin einen Sitz in Abteilung III (allgemeine Wohlfahrt), wo sie sich hauptsächlich den Themen Kleinkinderfürsorge, Kinderheime, Kindergärten und Kleinkinderschulen widmete. Insbesondere arbeitete sie an den Schnittstellen dieser Themenbereiche mit denen der Gesundheitsversorgung. Die Gesundheitsversorgung von Kindern und Jugendlichen war einer der wichtigsten Teile ihrer Arbeit in diesem Abschnitt ihres Lebens. Auch nachdem Mayer 1927 zum stellvertretenden Mitglied der Gesundheitsdeputation des Verwaltungsausschusses des Landesjugendamts geworden war, stellten die Gesundheitsthemen einen wichtigen Fokus dar. 1928 wurde sie erneut für die DVP in die Stadtverordnetenversammlung Berlins gewählt, wo sie wieder einen Posten in der Wohlfahrtsdeputation sowie im Kuratorium für das Pflegeamt bekleidete. Des Weiteren war sie im Ausschuss für das Stiftungswesen und in der Deputation für Kunst- und Bildungswesen tätig. Im Jahr 1930 wurde sie dann durch die Auflösung des Preußischen Ministeriums für Volkswohlfahrt in das neu organisierte Ministerium des Inneren transferiert.

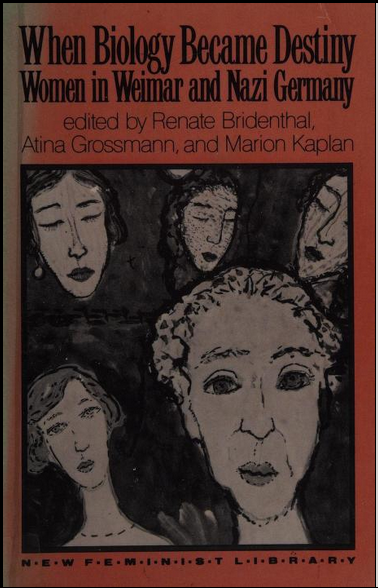
Titelblatt When Biology Became Destiny – Women in Weimar and Nazi Germany mit Gemälde von Charlotte Salomon

1933 wurde Anna Mayer als sogenannte „Halbjüdin“ auf der Grundlage des Gesetzes zur Wiederherstellung des Berufsbeamtentums aus dem Staatsdienst entlassen. Auf Anweisung von Hans Harmsen trat sie 1934 in den Eugenischen Ausschuss der Inneren Mission (IM) ein. Aufgrund der nach dem Fall des nationalsozialistischen Regimes unternommenen Zensur ist unklar, welche Ansichten Mayer innerhalb dieser Beschäftigung vertrat. Werke über ihre wissenschaftliche Arbeit sowie über die anderer Frauen aus der Weimarer und Nationalsozialistischen Zeit zeigen, dass die damals vertretenen Meinungen sehr unterschiedlich sein konnten. Während manche Frauen die neue Regierung unterstützten, hatten sich andere, wie Mayer, ihr unterworfen und trotzdem an ihren eigenen Theorien weiter gearbeitet.

## Soziales Engagement
Anna Mayer arbeitete ehrenamtlich mit Organisationen der Evangelischen Kirche zusammen und engagierte sich für Wohlfahrt und Frauen- und Mädchenbildung. So war sie 1916 Mitarbeiterin des Frauenberufsamtes des Bundes Deutscher Frauenvereine (BDF). Auch engagierte sie sich im Rahmen ihrer Arbeit an Vormundschafts- und Eherecht über die Erwerbstätigkeit hinaus. So hatte sie zwischen 1917 und 1920 die Leitung des Vereins für Einzelvormundschaft inne. Ab 1919 war sie außerdem Mitglied des Deutschen Juristinnen Vereins, wo sie sich gemeinsam mit einige anderen Mitgliedern des DJV dafür einsetzte, Frauen den Weg zur Ausübung unterschiedlicher juristischen Berufe zu eröffnen. Über dies und anderen ihrer Schwerpunktthemen verfasste sie Beiträge in Frauenblättern, Fachzeitungen und anderen Medien. 1924 wurde sie gemeinsam mit Marie Baum in das Organisationsteam des 7. Jugendgerichtstags gewählt.
1925 war sie an der Gründung des BDF-Ausschusses Studium der deutschen Polizei beteiligt und bekleidete zwischen 1926 und 1933 das Vorstandsamt der Fachgruppe für Gefährdetenfürsorgerinnen des Verbands Evangelischer Wohlfahrtspflegerinnen. Weiterhin war sie 1927 Schriftführerin des Verbands für weibliche Vormundschaft und wurde gegen Ende der 1920er Jahre Mitglied des International Council of Women. Während dieser Zeit entstand auch ihre Arbeit zur Stellung der weiblichen Polizei, in welcher sie die wichtige Rolle von femininen Beamten verdeutlichte, wenn es um den Umgang mit Kindern, Gefährdeten und Versehrten ging. Außerdem widmete sie sich nach ihrer Entlassung aus dem Staatsdienst bis zu ihrem Tod im Mai 1937 vermehrt ehrenamtlich der Evangelischen Frauenarbeit. Sie starb am 19. Mai 1937 in Berlin.

## Mitgliedschaften
- 1916: Mitarbeiterin des Frauenberufsamtes der Bund Deutscher Frauenvereine (BDF)
- 1917–1920: Leitung des Vereins für Einzelvormundschaft
- Ab 1919: Mitglied des Deutschen Juristinnen-Vereins (DJV)
- 1919: Mitglied der Berliner Ortsgruppe des Deutsch-Evangelischen Frauenbunds
- Zusammen mit Marie Baum in das Organisationsteams des 7. Jugendgerichtstags gewählt
- 1925: Gründungsmitglied des BDF-Ausschusses Studium der deutschen Polizei
- 1926–1933: Vorständin der Fachgruppe für Gefährdetenfürsorgerinnen des Verbands Evangelischer Wohlfahrtspflegerinnen
- 1927: Schriftführerin des Verbands für weibliche Vormundschaft
- Ende der 1920er: Mitglied des International Council of Women

## Werke

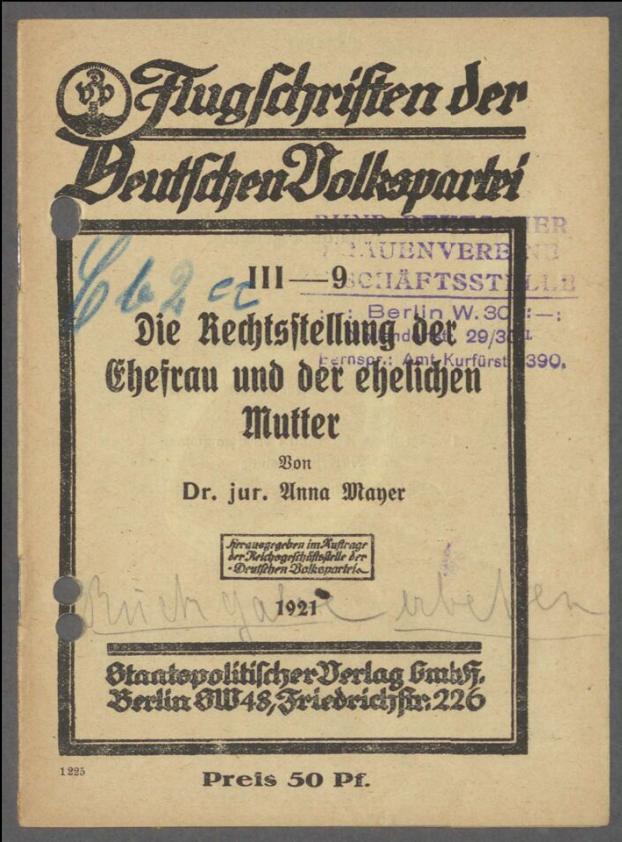
Titelblatt der von Mayer verfassten DVP-Flugschrift Die Rechtstellung der Ehefrau und der ehelichen Mutter (1921)

- Die Begriffe Störung und Störer im Besitz- und Eigentumsrecht. Dissertationsschrift Marburg 1917.
- Neue Rechte – Neue Pflichten. In: Die Frau in der Politik. Beilage der Wochenschrift Deutsche Stimmen vom 18. Januar 1920.
- Die Rechtstellung der Ehefrau und der ehelichen Mutter. In: Flugschrift der Deutschen Volkspartei. 1921.
- Die Stellung des unehelichen Kindes. In: Korrespondenz Frauenpresse. 24. April 1922.
- Weibliche Polizei in Preußen. In: Volkswohlfahrt. Nummer 3, 1929, S. 205–220.
- Das Bewahrungsgesetz vom Standpunkt der Gefährdetenfürsorge. In: Mitteilungen DGBG. Nummer 28, 1930, S. 160–161.
- Deutsches Archiv für Jugendwohlfahrt Berlin, Deutscher Verband für Schulkinderpflege (Hrsg.): Schulkinderpflege in Horten und Tagesheimen (= Schriftenreihe des Deutschen Archivs für Jugendwohlfahrt. 9), F. A. Herbig Verlagsbuchhandlung, Berlin 1930.
- Jugendamt und Jugendwohlfahrt. In: Ada Schmidt-Beil (Hrsg.): Die Kultur der Frau. Berlin 1931, S. 339–344.
- mit Elisabeth Zillken: Die Auswirkungen des Gesetzes zur Bekämpfung der Geschlechtskrankheiten und unsere Kritik. Berlin 1932.
- Alkoholismus im neuen Strafrecht. In: Gesundheitsfürsorge. Nummer 8, 1934, S. 5–9.
- Das Gesetz zur Vereinheitlichung des Gesundheitswesens in seiner Bedeutung für die Jugendhilfe. In: Evangelische Jugendhilfe. Nummer 1, 1936, S. 11–15.
- Die neue Erbgesundheits- und Rassengesetzgebung in ihrer Bedeutung für die Jugendhilfe. In: Evangelische Jugendhilfe. Nummer 1, 1936, S. 38–45.